# 德川光貞
德川光貞（日语：／ Tokugawa Mitsusada，1627年1月28日—1705年9月25日），日本江戶時代大名，紀州藩第二代藩主、紀伊德川家第二代當主。官位從二位權大納言，贈從一位。
初代藩主德川賴宣的長子，母親為側室中川氏理真院。正室是伏見宮貞清親王的女兒安宮照子，乳名是長福丸。光貞也是第八代將軍德川吉宗的生父。

## 生涯

### 四十歲的藩主
寬永三年（1627年），出生於紀伊國和歌山城（和歌山縣和歌山市），由於是父親賴宣的長子，被授與乳名長福丸。寬永十年（1633年），六歲的長福丸元服，領三代將軍德川家光的「光」一字，改名為光貞。
寬文七年（1667年），光貞的父親賴宣將藩主之位讓給光貞，於是，四十歲的光貞成為紀伊藩第二代藩主，同時也是紀伊德川家第二代當主，之後，光貞的在位的時間長達三十一年。光貞也因為制定法令二十七條等良好的政策，受到領地人民的愛戴。

### 嫡子綱教
光貞和側室山田氏（瑞應院）所生的庶長子，德川綱教後來迎娶德川幕府第五代將軍德川綱吉的女兒德川鶴姬為正室，而綱教也屢次被招待進入綱吉的屋敷，和將軍家打下良好的關係。在綱吉的庶長子德川德松去世後，綱教也因為是綱吉的女婿，而被列在六代將軍的候選人之一。
不過，在寶永元年（1704年），鶴姬去世。翌年，寶永二年（1705年），綱教去世，得年四十歲，死後並沒有留下子嗣。綱教死後不到三個月，失去愛子的光貞也逝世了，享年八十歲。

### 吉宗之父
而光貞在貞享元年（1684年）和側室巨勢於由利之方（淨元院）所生下的四子源六，後來成為第五代藩主松平賴方。賴方在第七代將軍家繼死後，更成為第八代將軍，改名為德川吉宗。
光貞的政策方針貫穿文武兩道，並以學習明律學打下刑法的基礎。光貞也拜狩野興益和狩野探幽為師，學習水墨畫的描繪。
墓所：和歌山縣海南市長保寺
法名：清溪院殿二品前亞相源泉尊義對山大居士

## 官職位階履歷
※日期＝舊曆
- 寬永八年（1631年）五月三日，任從五位上。
- 寬永十年（1633年）九月五日，元服。改名為光貞。任從四位下常陸介。
- 寬永十七年（1640年）三月四日，任從三位參議兼右近衛權中將。
- 承應二年（1653年）八月十二日，任正三位權中納言。
- 寬文七年（1667年）繼承紀伊國紀州藩藩主。
- 元祿三年（1690年）五月四日，任權大納言。五月十二日，升從二位。
- 元祿十一年（1698年）四月二十二日，隱居。
- 元祿十五年（1702年）五月二十八日，出家。號對山。
- 寶永二年（1705年）八月八日，逝世。
- 天保三年（1832年）三月五日，贈從一位。

## 家系

### 妻妾
- 正室：安宮照子女王
- 側室：山田氏
- 側室：宮崎氏
- 側室：巨勢氏（於由利之方）

### 子女
- 長女：光姬（1655年~1671年）一條兼輝室
- 次女：彌為姬（1660年~1705年）又名榮姬，米澤藩藩主上杉綱憲室，法名元光院
- 長男：綱教（1665年~1705年）三代藩主
- 二男：次郎吉（1667年~1679年）早逝
- 三女：育姬（1675年~1693年）久保田藩嫡子佐竹義苗室，法名靈岳院
- 三男：賴職（1680年~1705年）四代藩主
- 四男：賴方（1684年~1751年）五代藩主，後來的八代將軍吉宗